# Усасаи
Усасаи (итал. Ussassai) је насеље у Италији у округу Нуоро, региону Сардинија.
Према процени из 2011. у насељу је живело 599 становника. Насеље се налази на надморској висини од 699 м.

## Становништво
Према резултатима пописа становништва 2011. у општини је живело 599 становника.
| 1931. | 1936. | 1951. | 1961. | 1971. | 1981. | 1991. | 2001. | 2011. |
| ----- | ----- | ----- | ----- | ----- | ----- | ----- | ----- | ----- |
| 985   | 979   | 1.110 | 1.261 | 1.168 | 1.084 | 873   | 763   | 599   |